# Via Margutta

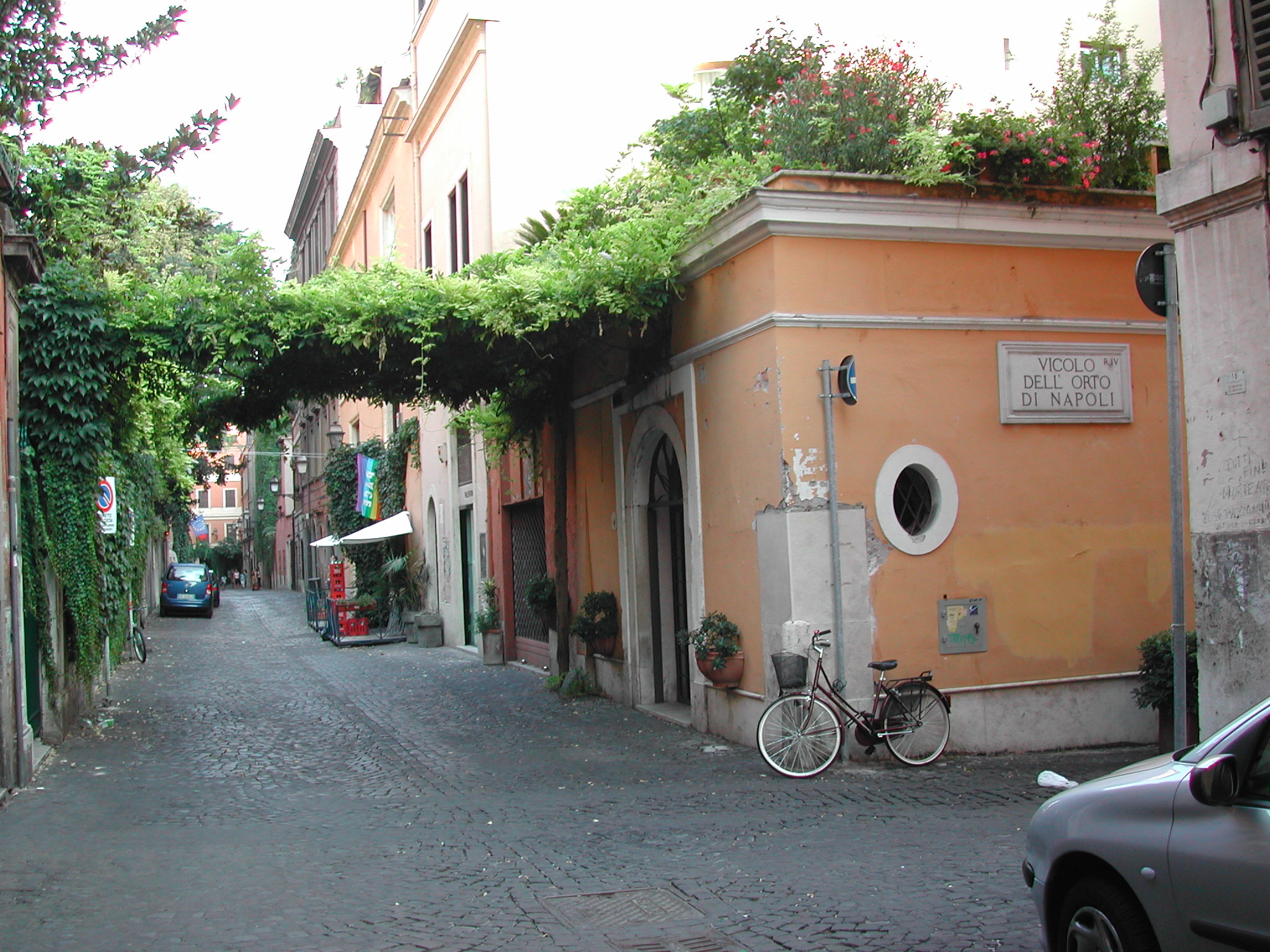
Altstadt von Rom: Via Margutta

Die Via Margutta ist eine Gasse auf dem Marsfeld in der Altstadt von Rom nahe dem Pincio, dem Spanischen Platz und der Piazza del Popolo. In der Via Margutta hatten früher kleine Handwerker ihre Werkstätten. Die Gasse wurde 1953 durch den Film Ein Herz und eine Krone mit Gregory Peck und Audrey Hepburn bekannt.
In der Via Margutta wohnten unter anderen Giorgio de Chirico, Federico Fellini, Renato Guttuso, Anna Magnani, Giulietta Masina, August Riedel, Max Roeder und Julius Zielke. Früher malten noch in der Nähe Pieter van Laer, Pablo Picasso, Nicolas Poussin, Jusepe de Ribera, Peter Paul Rubens und Gaspar van Wittel. Die Künstler Pericle Fazzini, Virgilio Guzzi, Joseph Jarema, Luigi Montanarini und Enrico Prampolini gründeten nach dem Zweiten Weltkrieg den Art Club mit Sitz an der Via Margutta 54. In diesem Haus hatte bis 1974 die Bildhauerin Helene Scholz-Zelezny ihr Atelier.

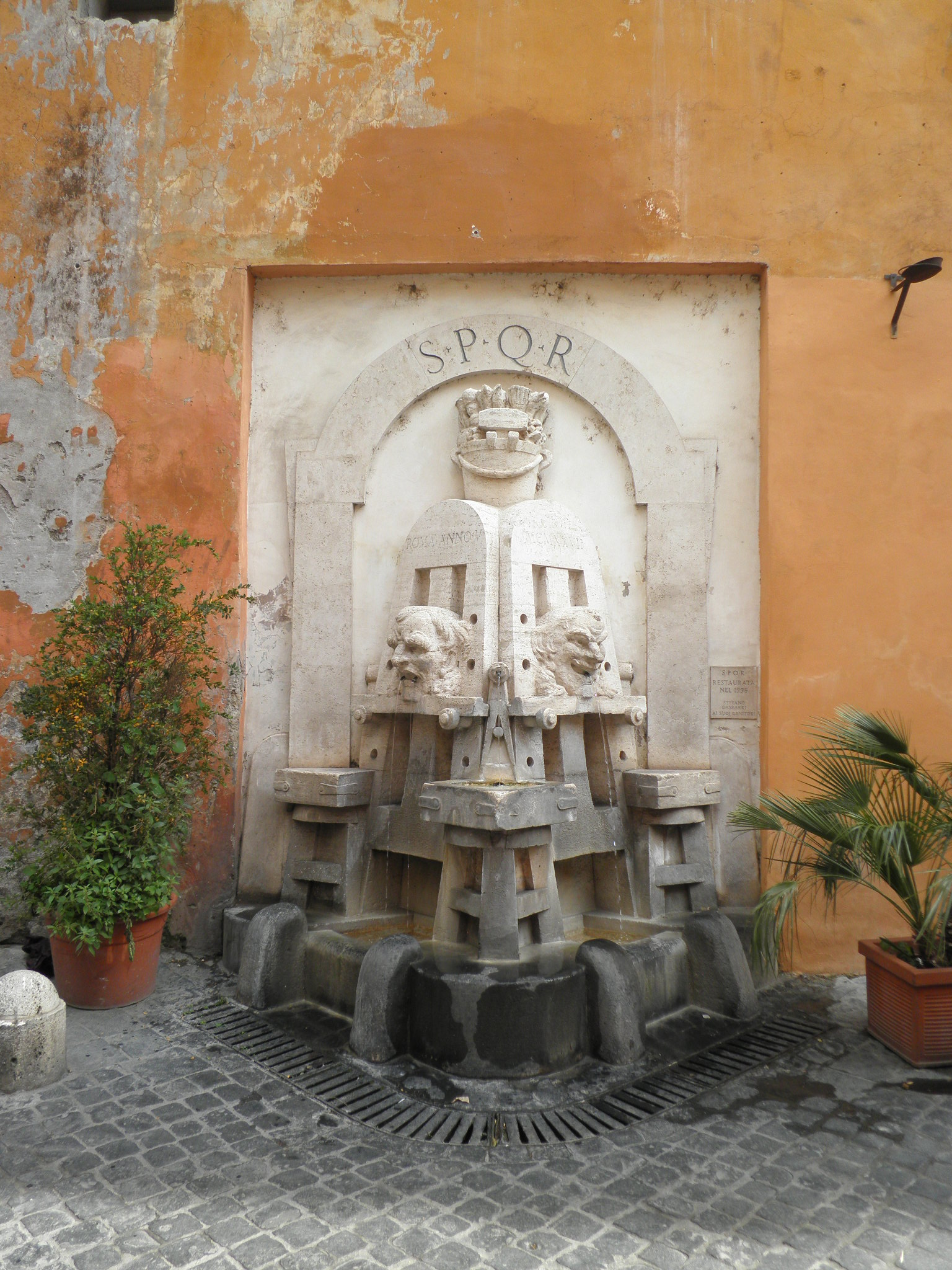
Der Brunnen Fontana delle Arti in der Via Margutta

Der italienische Architekt Pietro Lombardi schuf 1927 den Brunnen Fontana delle Arti.
Einmal jährlich werden auf der Straße in der Ausstellung 100 Pittori a Via Margutta – Hundert Maler in der Via Margutta Kunstwerke der Malerei dem Passanten kostenlos nahegebracht.
Die Herkunft des Namens der Gasse ist unsicher. Einerseits könnte Marisgutta einen Wasserlauf bezeichnen, der früher vom Hügel Pincio herabgeflossen kam und andererseits könnte der Spitzname eines dort ansässigen Malers gemeint sein: Margut.